# London Passenger Transport Board
A London Passenger Transport Board (LPTB), também conhecido como Londres Transportes, foi a organização responsável pelo transporte público em Londres, Reino Unido, e seus arredores do ano 1933 até 1948.
Foi criado pele London Passenger Transport Act (Ato do Transporte de Passageiros de Londres), promulgada em 13 de Abril de 1933. O original foi introduzido por Herbert Morrison, que foi ministro dos Transportes do Labour Government até 1931. Um hybrid bill não tinha sido possível para permitir a legislação sobre a implantação no novo Parlamento no âmbito do próximo Governo Nacional. Embora fortemente inflenciado pelos conservadores, o novo governo decidiu prosseguir com o projeto de lei sem alterações bruscas, apesar de sua ampla transferência de empresas privadas para o setor público. Em 1 de Julho de 1933 a LPTB entrou em vigor, abrangendo a "Londres Passenger Transport Area".

## O conselho
O LPTB tinha sete membros, sendo um deles o presidente. Os membros foram escolhidos em conjunto por cinco nomeadores enumerados na lei:
- O presidente do Conselho do Condado de Londres;
- Um representante da London and Home Counties Traffic Advisory Committee;
- O presidente do Committee of London Clearing Banks (Comitê dos Bancos de Londres);
- O presidente da Law Society; e
- O presidente do Instituto de Contabilistas Fretados na Inglaterra e no País de Gales.

A lei exige que os membros do conselho devem ser "pessoas que tenham tido uma vasta experiência, e têm mostrado capacidade, nos transportes, industrial, comercial ou questões financeiras ou na condução dos assuntos públicos e, no caso de dois membros, devem ser pessoas que tiveram pelo menos seis anos de experiência no governo local dentro de Londres Passenger Transport Espaço ".
O primeiro presidente e vice-presidente foram Lord Ashfield e Frank Pick, que tinham posições semelhantes realizadas com o Underground Group. Cada membro do conselho de administração tinha um mandato de entre três e sete anos, tendo sido nomeados de novo.

### Membros
- Lord Ashfield 1933-1947[1][2]
- Frank Pick 1933-1940[1][2]
- Sir John Gilbert (Conselho do Condado de Londres) 1933-1934[1]
- Sir Edward Holland (Surrey County Council) 1933-1939[1][3][4]
- Patrick Ashley-Cooper, diretor do Banco da Inglaterra, atualmente Sir Patrick e Governador da Companhia da Baía de Hudson[1]
- Sir Henry Maybury, engenheiro civil, presidente da London and Home Counties Traffic Advisory Committee, 1933-1943[1]
- John Cliff, o secretário de Transportes e da União Geral dos Trabalhadores, 1933-1947[1]
- Charles Latham, (Conselho do Condado de Londres) 1935-1947[1][5][6]
- Coronel Forester Clayton, 1939-1947[7]

Latham e Cliff tornaram-se presidente e vice-presidente da organização sucessora, a Londres Transporte Executivo, em 1947.

## London Passenger Transport Area
A London Passenger Transport Area tinha um raio aproximado de 30 milhas (48 km) de Charing Cross, que se estendem para além das fronteiras do que mais tarde se tornou oficialmente a Grande Londres, para Baldock, no norte, Brentwood, no leste, Horsham, no sul e em High Wycombe a oeste.
| London Passenger Transport Area de 1933 a 1947 | |
|                                                | A London Passenger Transport Area é delineada em vermelho, com a "área especial" da LPTB, em que tinha o monopólio dos serviços públicos de transporte, representados por uma linha tracejada preta. A fronteira da Polícia Metropolitana Distrital no momento é mostrado como uma linha azul tracejada, e o condado de Londres está sombreada em um tom cinzento. Estradas durante o qual o LPTB foi autorizada a executar serviços fora da sua área estão representados por linhas vermelhas tracejadas. Dentro da zona especial de serviços operados pela LPTB não havia necessidade de serviços certificados, e nenhuma pessoa ou empresa foi autorizada a prestar um serviço público rodoviário sem autorização escrita da LPTB. Na Londres Passenger Transport Area fora da área especial, a LPTB era obrigada a manter serviços rodoviários licenciados. |